# Castello di Roccavignale
Il castello di Roccavignale è stato un edificio difensivo situato a Roccavignale, nell'alta val Bormida, in provincia di Savona. Esso fu costruito in posizione dominante, su uno sperone roccioso a 474 m s.l.m., per controllare l'antica strada commerciale di origine romana tra il territorio intorno a Ceva e Savona.

## Storia
Non esistono date certe e documentate sull'edificazione del castello o di un primo edificio difensivo lungo quest'importante collegamento viario e di merci tra Liguria e Piemonte. Nel XII secolo, a seguito della ripartizione dei domini di Bonifacio del Vasto fra i suoi figli, la dorsale montuosa sovrastante Roccavignale diventò il confine fra il marchesato di Ceva e la marca di Savona (e tuttora segna il confine amministrativo tra Liguria e Piemonte). In quella circostanza secondo Graziella Colmuto Zanella potrebbe risalire il primo nucleo del castello, ubicato alla confluenza dei torrenti Tile e Zemola, affluenti del fiume Bormida di Millesimo. Probabilmente a seguito di questa edificazione la zona verrà citata nei documenti storici come Rocha Vinealis dove Vineale era l'antico toponimo di Roccavignale citato in un diploma imperiale del 6 settembre 999 fra le dipendenze della chiesa di Savona.
Saldamente nelle mani della famiglia carrettesca, il castello verrà ingrandito nel corso del XIV secolo nelle forme pressoché visibili dallo stato della cinta muraria; ulteriori aggiustamenti e similari ampliamenti si susseguiranno anche in epoche successive.
In questo castello furono condotti in catene alcuni maggiorenti vetrai di Altare accusati, ingiustamente, dal marchese di Grana Felice Carretto di aver distrutto il locale castello altarese; dopo l'interessamento del Consolato dell'Arte, e dietro il pagamento di una cospicua somma di denaro, gli innocenti verranno rilasciati dopo settanta giorni di prigionia.
Nel 1686 la postazione difensiva e relativo feudo di Roccavignale passeranno nelle proprietà del duca di Aarschot, Leopoldo Filippo d'Arenberg, e del Regno di Sardegna dal 1741.
Due fatti d'armi interessarono il castello nel XVIII secolo: il primo, nella guerra di successione austriaca del 1747, vide le accampate truppe piemontesi sconfitte e disperse dai soldati spagnoli; il secondo nelle fasi cruciali delle campagne napoleoniche in Italia (1799) dove la fortezza, assediata, fu fatta bruciare e quindi "saltare" dai soldati francesi.
Successivamente di proprietà della famiglia Centurione, negli anni ottanta del Novecento il castello verrà rilevato dal Comune di Roccavignale che, dopo opportuni restauri conservativi, lo ha trasformato in sede per eventi e manifestazioni culturali.

## Descrizione
La struttura del castello si presenta pressoché a pianta trapezoidale, non precisa in quanto caratterizzata dalla morfologia del terreno roccioso, con ai vertici quattro torri squadrate. Per accedere al castello bisognava seguire il perimetro delle mura - e quindi sotto il tiro dei difensori - lungo un sentiero stretto e scosceso che si concludeva in salita e davanti ad un ponte levatoio ben difeso.

## Galleria d'immagini

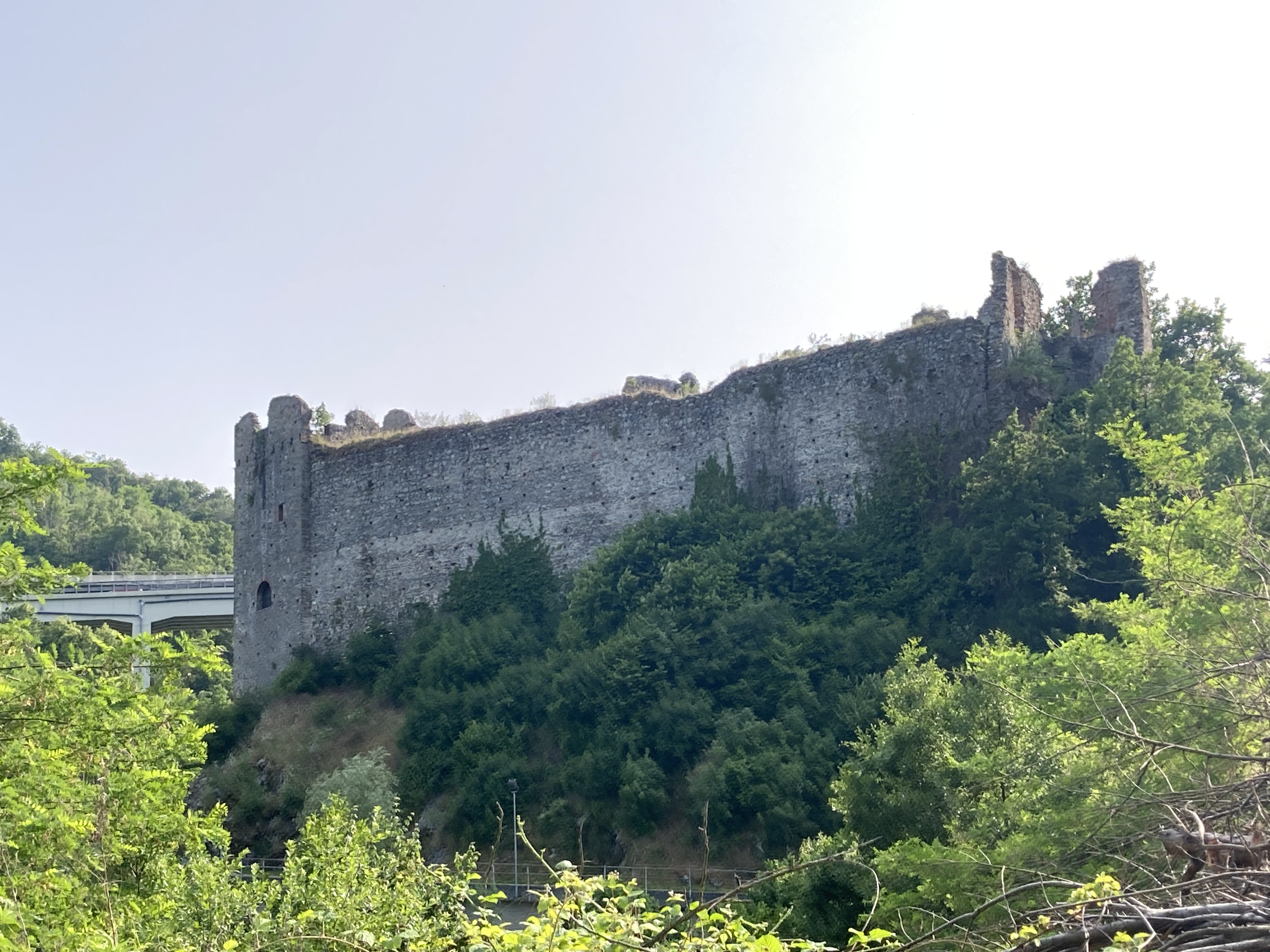
Muro orientale
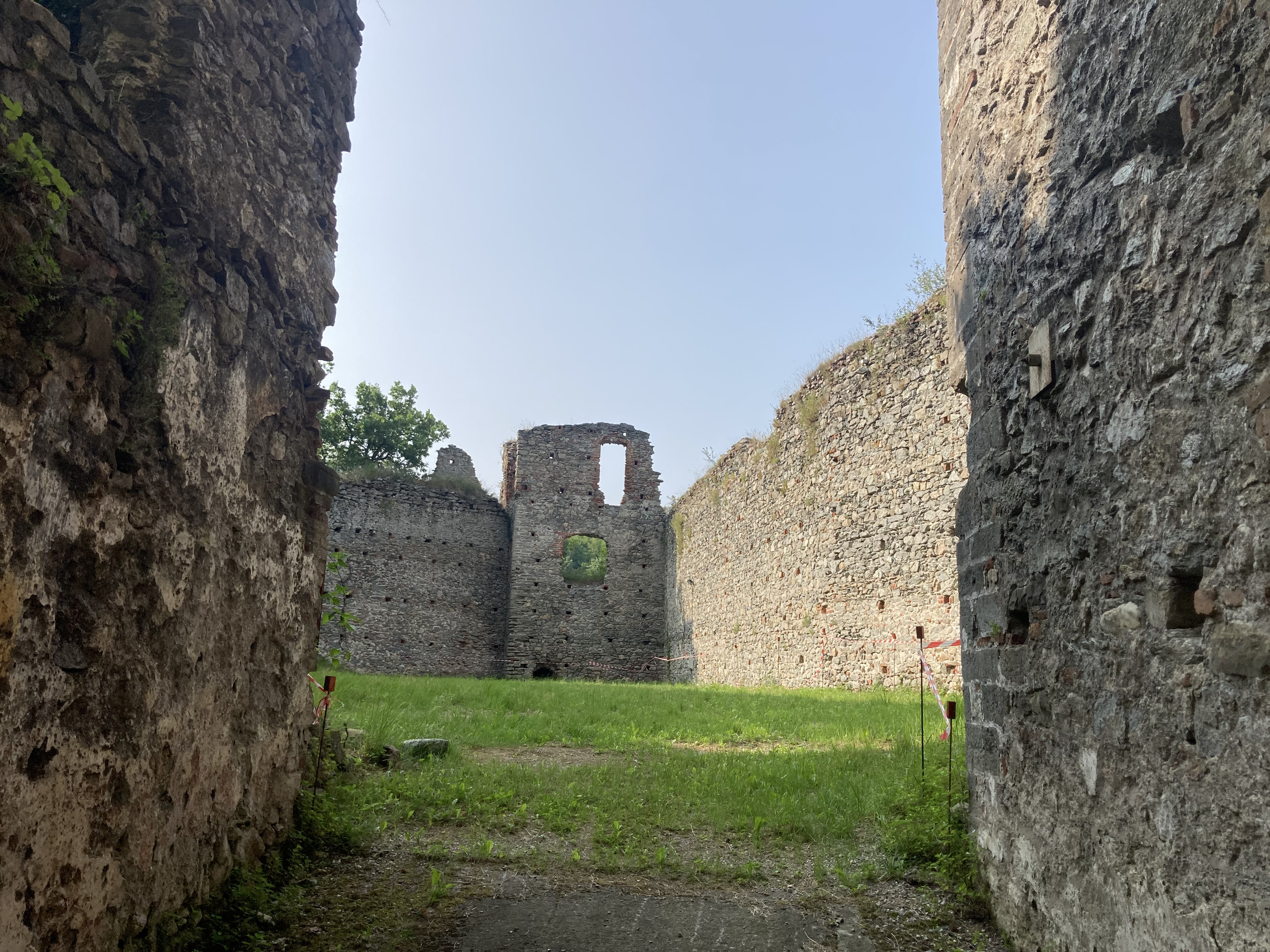
Interno visto dall'ingresso